# Paulus Christmann

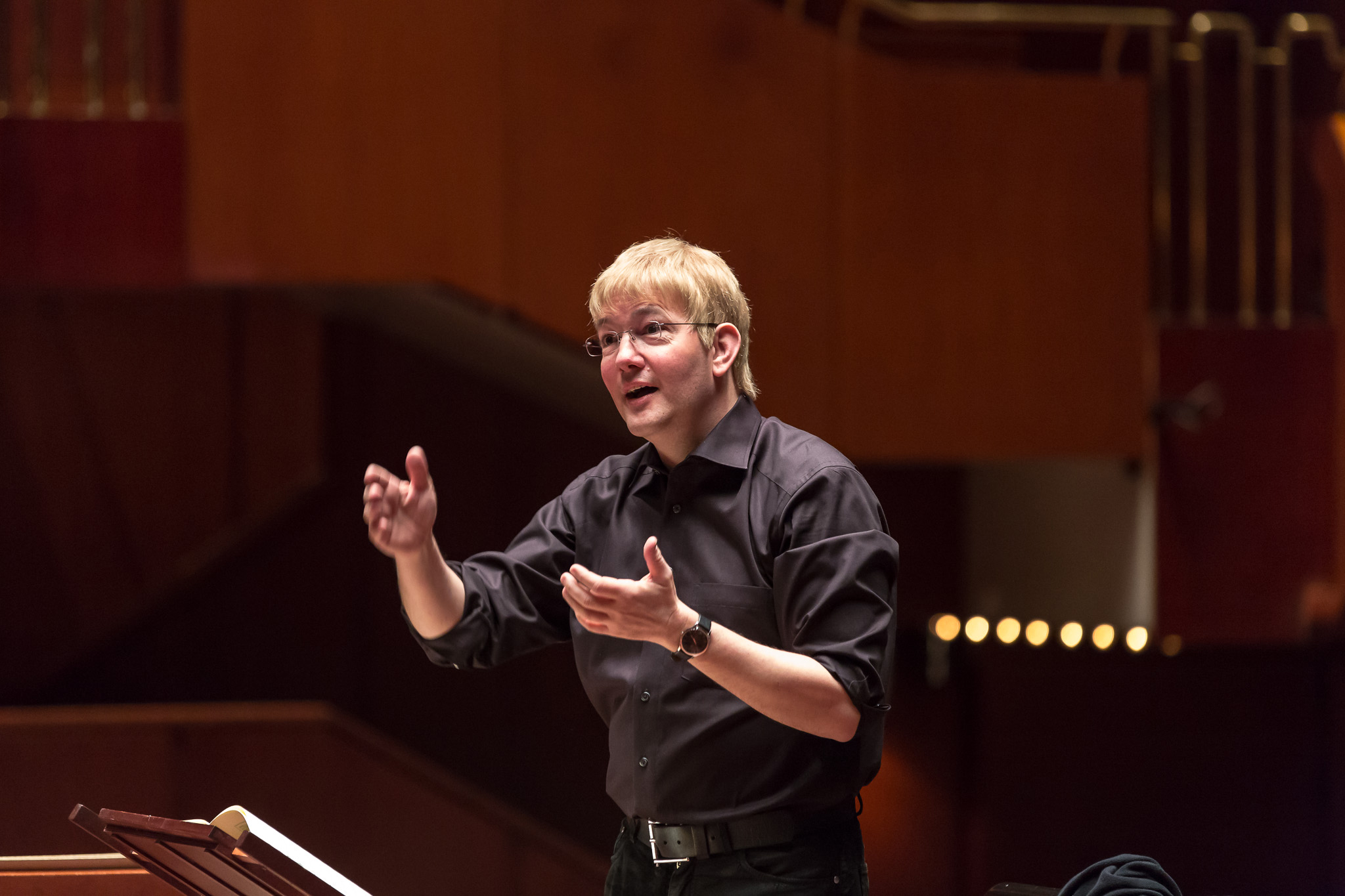
Paulus Christmann in der Alten Oper Frankfurt (2013).

Paulus Christmann (* 7. Februar 1971 in Bad Soden am Taunus; † 31. Januar 2014 in Offenbach) war ein deutscher Dirigent und Chorleiter. Er führte von 2006 bis zu seinem Tod die Deutschen Philharmoniker in Berlin als Chefdirigent und Künstlerischer Leiter.

## Leben
Christmann hatte bereits in jungen Jahren Gesangsunterricht bei seinem Vater, lernte Geige und Klavier in Kelkheim und begann 1979 im Alter von acht Jahren als Sänger im Kirchenchor von St. Dionysius in Kelkheim, Main-Taunus-Kreis. 1988 schrieb er sich als Jungstudent an der Hochschule für Musik und darstellende Kunst in Frankfurt ein. 1991 begann er sein Studium der Ensembleleitung und Gesangspädagogik an der Universität in Mainz und studierte unter anderem bei Eduard Wollitz.
Nach dem Abschluss 1994 begann er sein Kapellmeister-Studium an der Kölner Musikhochschule und absolvierte parallel dazu ein Gesangsstudium. Als Diplom-Kapellmeister hängte Christmann ein Promotionsstudium der historischen Musikwissenschaft an der Universität Mainz an und beendete es 2002 mit einer Dissertation über Felix Mendelssohn Bartholdy.
Künstlerische Impulse erhielt Christmann auch durch Meisterkurse etwa bei Sir Georg Solti, Sergiu Celibidache, Helmuth Rilling, Walter Berry, Claudio Abbado und Hans Michael Beuerle.
Sowohl als Kapellmeister als auch als Musikwissenschaftler arbeitete Christmann seit Jahren an dem sinfonischen Repertoire der deutschen Romantik und seiner besonderen stilistischen Umsetzung. Insbesondere die Kompositionen von Felix Mendelssohn Bartholdy ziehen sich wie ein roter Faden durch sein Leben: Immer wieder brachte Christmann die großen Oratorien und Orchesterwerke, aber auch weniger bekannte Stücke des Komponisten zur Aufführung, unter anderem mit dem Polizeichor Frankfurt, den er über zehn Jahre betreute. Christmann leitete auch die Frankfurter Singakademie, einen renommierten Laienchor aus Frankfurt am Main mit zurzeit ca. 140 aktiven Mitgliedern. 2005 gründete er zudem die Mendelssohn-Gesellschaft Frankfurt am Main e. V.
Christmann initiierte die Rhein-Main-Festspiele, die erstmals im März 2014 stattfinden und die gesamte Rhein-Main-Region kulturell miteinander verbinden sollten. Inmitten der Vorbereitungen auf diese Festspiele starb er am 31. Januar 2014 an einer Lungenembolie. Der hessische Kunstminister Boris Rhein erklärte, Christmann habe sich als künstlerischer Leiter und Initiator der Frankfurter Mendelssohn-Tage und Direktor der Frankfurter Singakademie „besonders um die Pflege und Erforschung des musikalischen Erbes der Romantik sowie um die Förderung der großen Chortraditionen in Frankfurt und Hessen verdient gemacht“.
Paulus Christmann wurde auf dem Hauptfriedhof von Kelkheim (Abt. K47 Reihe 6) beigesetzt.

## Auszeichnungen
- 1996: Kulturförderpreis der Stadt Kelkheim
- 2009: Verleihung des Hessischen Verdienstordens